# Київський кооперативний інститут бізнесу і права
Київський кооперативний інститут бізнесу і права (ККІБП) — заклад вищої освіти, створений 29 грудня 2009 шляхом реорганізації Київського кооперативного економічно-правового коледжу.
22 жовтня 2010 Міністерство освіти і науки України включило Київський кооперативний інститут бізнесу і права до Державного реєстру вищих навчальних закладів України.
На першому поверсі інституту діє власна бібліотека та Музей історії споживчої кооперації Київщини.Сайт
Інститут проводить наукову діяльність спільно з іншими закладами освіти, зокрема, у формі наукових конференцій, на підставі чого ККІБП публікує збірники тез на своєму офіційному сайті. 
ККІБП є одним із чотирьох засновників фахового Міжнародного наукового журналу "Інтернаука". Серія: "Юридичні науки", який включено у наукометричні бази та розповсюджується у провідних світових бібліотеках та університетах; проводить редакційну політику, згідно з принципами Європейської асоціації наукових редакторів (Великобританія). Сайт
Між ККІБП та провідними університетами Республіки Польща було укладено двосторонні угоди про подвійне дипломування, у зв'язку з чим студенти ККІБП мають можливість отримати другий диплом безкоштовно навчаючись на бакалавраті провідних університетів Республіки Польща.Сайт
Партнерами інституту є Cуспільна академія наук у м. Лодзь, Університет економіки в Бидгощі, Вільнюська колегія – Університет прикладних наук, Міжнародний університет Кіпру, Відкритий університет Швейцарії та багато інших іноземних закладів освіти. Сайт
На базі ККІБП діє театральний студентський аматорський колектив Palladium, який з початком повномасштабного вторгнення російської федерації проти України проводить благодійні вистави.

## Історія
Інститут веде свою історію з січня 1920, коли в Києві відкрився Український кооперативний інститут ім. професора Михайла Івановича Туган-Барановського.
Корпус нинішнього інституту по вулиці Юлії Здановської, будинок 18, побудований у 1976 р.